# 石垣直哉
石垣 直哉（いしがき なおや）は、日本の映画プロデューサー、脚本家、DJ。日本映画学校（現・日本映画大学）卒業。

## 主な作品

### 映画
- 『アオグラ AOGRA』（2006年）
- 『あがた森魚　ややデラックス』（撮影・2009年）
- 『童貞放浪記』（兼脚本・2009年）

### テレビ
- CX『彼女たちの結婚』（制作進行・1997年）
- CX『結婚させない女』（制作進行・1997年）
- YTV『冷たい月』（制作主任・1998年）
- TX『食卓から愛をこめて』（制作主任・1998年）
- YTV『女医』（制作主任・1999年）

## DJ出演
- PLAID scintilli tour 2011（Naoya Ishigaki名義）